# Кременчуцький завод дорожніх машин

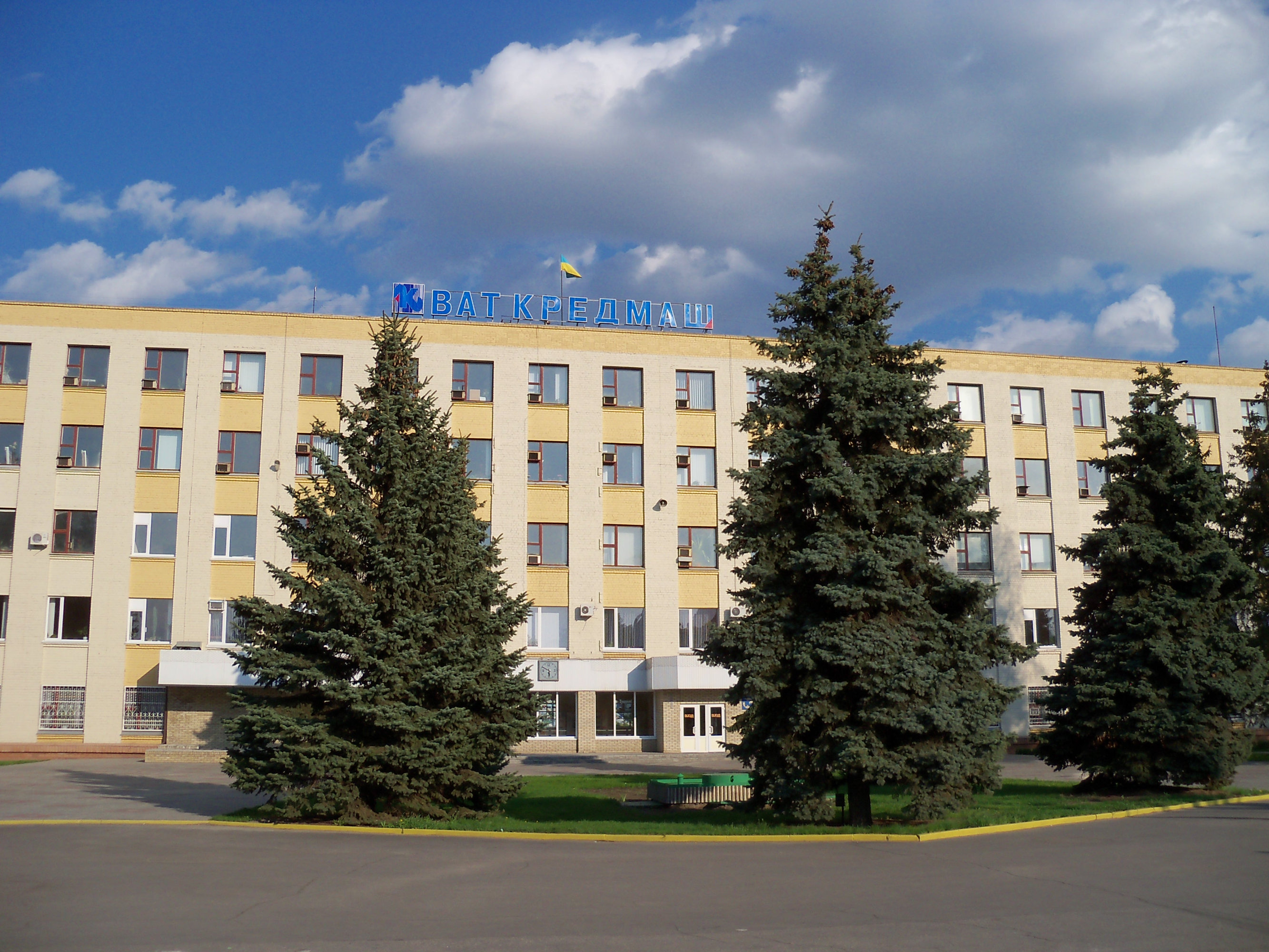
Прохідна заводу

Кредма́ш (Кременчу́цький заво́д доро́жніх маши́н) — один з найбільших в Європі виробників дорожніх машин. Початком виробництва вважається 1870 рік.

## Історія
Початком виробництва на заводі вважається 1870 рік, коли була випущена перша продукція — кінні приводи, молотилки, соломорізки та запасні частини до них. Це було перше підприємство у Полтавській губернії по виробництву сільськогосподарських машин, що виконувало також замовлення для залізниці.
Наприкінці 90-х років XIX сторіччя завод придбав купець 1-ї гільдії І. Андер. В офіційній статистиці це підприємство називалося Механічним чавуноливарним заводом. На заводі в той час працювало 65 осіб: 21 ливарник, 22 слюсаря, 10 токарів, 5 ковалів, 3 модельника, 3 муляра і машиніст.
Після революції завод, що перейшов до підпорядкування губземвідділа, залишався єдиним у губернії підприємством, яке виробляло і ремонтувало сільськогосподарські машини і знаряддя.
У 1930 році підприємство змінило профіль виробництва і перейшло на випуск дорожніх машин. У 1933 році постановою Раднаргоспу СРСР було створено «Дормашоб'єднання».
У серпні 1941 року завод евакуюють до міста Курган, де на його основі був створений Курганський завод дорожніх машин. За короткий час було освоєно 10 видів продукції для фронту — бензозаправники, бензоконтейнери, вогнемети, деталі до артилерійських систем та інші вироби.
У 1949 році підприємство випустило перший асфальтозмішувач — Д-225.
У 1994 році підприємство було приватизовано. Було створено відкрите акціонерне товариство «Кременчуцькі дорожні машини».
Сьогодні Приватне акціонерне товариство «Кременчуцький завод дорожніх машин („Кредмаш“)» — провідний виробник асфальтозмішувальних установок і запасних частин до них.
Сьогодні, завдяки старанням конструкторів і технологів підприємства, обладнання, що випускається, вдосконалено і відповідає всім міжнародним стандартам як за технічними і експлуатаційними характеристиками, так і з екологічної безпеки. На всіх асфальтозмішувальних установках марки «Кредмаш» впроваджені комплектуючі відомих світових компаній: мотор-редуктори виробництва Чехії і Німеччини, італійські шнеки, масляні теплогенератори виробництва Італії, арматура європейських виробників, а також німецькі та угорські пальники для сушильних агрегатів, компресори, ресивери, електроапаратура провідних європейських виробників і багато іншого. При цьому наявність імпортних складових в комплектації установок не впливає на їх вартість, і ціна залишається українською.

### Російсько-українська війна
27 червня 2022 року російські військові ракетами Х-22 обстріляли місто Кременчук. Одна ракета влучила у торговельний центр «Амстор», а одна ракета майже влучила у завод. Через влучання ракети частково зруйнована інфраструктура. Розбито, зокрема, цех, а на території заводу лишилася вирва від вибуху.
За 20 хвилин до влучання у цеху перебувало близько 100 людей. Двоє працівників отримали травми — їх посікло склом. Також було зруйновано теплиці, що знаходились на його території.
На цей час через порушення ланцюгів постачання складових завод працював неповний робочий день. Того дня роботу було завершено близько 15:30 — за близько 20 хвилин до удару.
Невдовзі після атаки до території заводу отримали безперешкодний доступ представники організації Human Rights Watch. Після ретельного дослідження складських і виробничих приміщень заводу їм не вдалось знайти жодних ознак наявності на його території військової техніки, боєприпасів, тощо.

## Продукція
Основною продукцією заводу є асфальтозмішувальні установки КДМ-206, КДМ-208, КДМ-209, КДМ-207, КДМ-205, ДС-168, ДС-185, КДМ-201, а також ґрунтозмішувальна установка ДС-50Б.

## Доходи
За 2017 рік завод виготовув та відвантажив 50 асфальтозмішувальних та ґрунтозмішувальних установок. В 2016 році була реалізовано — 32 асфальтозмішувальні та ґрунтозмішувальні установки.